# Adorrhinyptia dorsalis
Adorrhinyptia dorsalis är en skalbaggsart som beskrevs av Hermann Burmeister 1855. Adorrhinyptia dorsalis ingår i släktet Adorrhinyptia och familjen Rutelidae. Inga underarter finns listade i Catalogue of Life.